# Arniocera vanstraeleni
Arniocera vanstraeleni är en fjärilsart som beskrevs av Sergius G. Kiriakoff 1954. Arniocera vanstraeleni ingår i släktet Arniocera och familjen Thyrididae. Inga underarter finns listade i Catalogue of Life.